# Strobilanthes luridus
Strobilanthes luridus är en akantusväxtart som beskrevs av Robert Wight. Strobilanthes luridus ingår i släktet Strobilanthes och familjen akantusväxter. Utöver nominatformen finns också underarten S. l. bourneae.